# Rhodoneura variabilis
Rhodoneura variabilis is een vlinder uit de familie van de venstervlekjes (Thyrididae). De wetenschappelijke naam van de soort werd voor het eerst geldig gepubliceerd in 1886 door Arnold Andreas Friedrich Pagenstecher.